# Horrmundens gravar

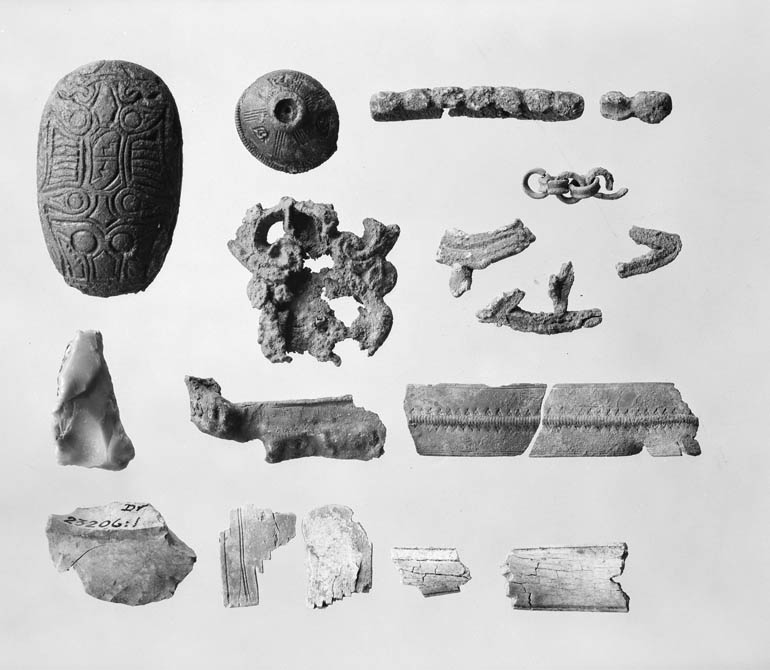
Föremål av brons och ben hittade i grav 1 på Norra Bredsundsnäset vid Horrmunden.

Horrmundens gravar är tre gravfält och flera enskilda gravar som ligger på uddar vid sjön Horrmunden i Transtrands socken i Dalarna. Det rör sig om brandgravar, vanligen med stensättningar, som daterats till folkvandringstid–vendeltid (ca 400–800 e.Kr.). Både kvinnor och män har begravts vid Horrmunden. Bland gravgåvorna finns föremål med anknytning till jakt, strid, smide och prydnad samt ben och horn av vilt och tamdjur.

## Allmänt om gravarna
Gravfält har hittats på Norra Bredsundsnäset i sjöns norra del, vid Hästnäset i sjöns södra del samt vid Olsbo på sjöns västra sida. Enstaka gravar har hittats på Södra Bredsundsnäset samt i Persbo på östra sidan. Samtliga utgrävda gravar har varit brandgravar. Både män och kvinnor har begravts, vanligen tillsammans med gravgåvor. En del av dessa har anknytning till jakt eller strid (svärd) medan andra är smedsverktyg. Smycken förekommer också. I vissa gravar finns ben och horn av älg, vilket har tolkats som ett rituellt inslag vid gravläggningen. Föremålen liknar både norska och svenska föremål och har daterats till folkvandringstid–vendeltid. Troligen fanns det då en ganska permanent bosättning vid Horrmunden, men den tycks ha upphört redan under vikingatiden.
Gravfyndens och insjömiljöns karaktär gör att arkeolog Inger Zachrisson betraktar gravarna vid Horrmunden som samiska gravar.

### Upptäckt och utgrävningshistoria
År 1942 plundrades en stensättning vid Vidjesundsfjärden i Horrmundens nordvästligaste del, varvid fynd från vendeltiden påträffades. Enar Eriksson, som var förlagd vid militärstationen i Fulunäs, började använda sin fritid till att leta efter fler lämningar. Han hittade då gravfälten på Norra Bredsundsnäset och Hästnäset samt graven på Södra Bredsundsnäset. Dessa lämningar undersöktes av Gustaf Hallström på 1940-talet. Gravfältet i Olsbo och stensättningarna i Persbo upptäcktes senare. År 1961 gjordes utgrävningar av gravfälten på Norra Bredsundsnäset och Hästnäset av Inga Serning.

## Gravfältet på Norra Bredsundsnäset
På Norra Bredsundsnäset ligger ett gravfält med minst sex stensättningar, de flesta runda, 2–3,5 meter i diameter och en–två decimeter höga. De fyra stensättningar som har undersökts innehöll kol, brända ben samt en hel del föremål av järn, brons, glas, ben och sten. I grav 1, som tolkats som en kvinnograv, fanns bland annat en järnkniv, en Z-formad och en skivformad skinnskrapa, en oval spännbuckla av brons samt en mängd pärlor av glas. I grav 2 fanns ben efter en äldre kvinna men inga gravfynd. I grav 3, som innehöll ben efter två vuxna individer, en man och en kvinna, fanns bland annat ett eneggat svärd, en skafthålsyxa, flera pilspetsar av olika typer, en smidestång, några hammare, en bronsknapp, fragment av bronsarmband, ett skifferbryne och en mängd glaspärlor. Dessutom fanns ben av hund. I grav 4 fanns ben efter en man som varit över medelåldern tillsammans med bland annat fragment av ett eneggat svärd, fragment av pilspetsar, en rasp, ben av älg och av får eller get samt en stor mängd brända hornbitar.
Den Z-formiga skinnskrapan är av en typ som även hittats i en liknande grav vid Tisjön och som använts av samerna in i historisk tid.

## Gravfältet på Hästnäset
På Hästnäset i södra Horrmunden finns ett gravfält med 25 runda stensättningar, två–fyra meter i diameter och en eller ett par decimeter höga. Tre av gravarna har undersökts av Gustaf Hallström och två av Inga Serning. I grav 1, som hade plundrats före undersökningen, fanns en fingerring av brons, udden av en järnkniv samt brända ben och hornbitar. I grav 2, där rester efter en vuxen man påträffades, fanns en pilspets av järn, en bearbetad hornbit, fragment av en älgkrona och älgben, kolade tänder av en häst samt brända ben och hornbitar. I grav 3, som också plundrats, låg rester efter en vuxen individ, sannolikt en kvinna, tillsammans med fragment av ben, lera och horn. I grav 4 hittades rester efter en vuxen individ, kanske en man, tillsammans med en liten spiral av brons. I grav 5 låg en ålderstigen individ, sannolikt en kvinna.

## Graven på Södra Bredsundsnäset
Graven på Södra Bredsundsnäset undersöktes av Gustaf Hallström 1943 och var då plundrad. Den bestod av en rund stensättning, troligen högst fem meter i diameter och med obetydlig höjd. I graven hittades brända ben av en äldre man tillsammans med bland annat en holkyxa och pilspetsar av järn.

## Graven vid Vidjesundsfjärden
Vid Horrmundens nordvästra del, i norra delen av Vidjesundsfjärden (Vejsundsfjärden), finns en stensättning som undersöktes av Gustaf Hallström 1942 efter att den plundrats. Graven var starkt omrörd när Hallström kom dit. Det var en rund stensättning, knappt tre meter i diameter och ett par decimeter hög. Vid plundringen hade ett eneggat svärd, en spjutspets, pilspetsar, en rasp, en fil, knivar och ett skifferbryne påträffats. Hallström hittade dessutom bland annat en holkyxa, en pincett och två flintbitar tillsammans med brända ben och kol.